# Державний кордон Беніну

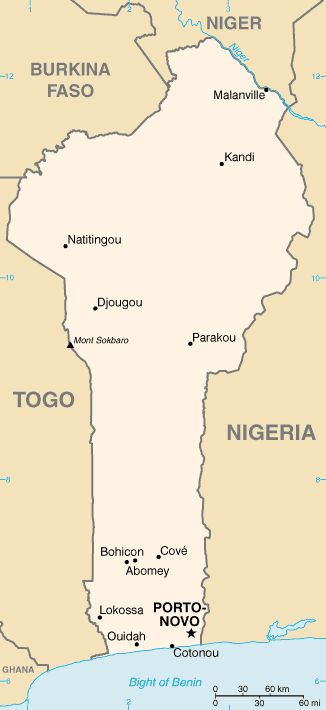
Карта Беніну

Державний кордон Беніну — державний кордон, лінія на поверхні Землі та вертикальна поверхня, що проходить по цій лінії, що визначають межі державного суверенітету Беніну над власними територією, водами, природними ресурсами в них і повітряним простором над ними. 

## Сухопутний кордон
Загальна довжина державного кордону — 2123 км. Бенін межує з 4 державами. 
Ділянки державного кордону
| Держава      | Ділянка         | Довжина (км) | Прикордонні регіони | Примітки |
| ------------ | --------------- | ------------ | ------------------- | -------- |
| Нігерія      | схід            | 809          |                     |          |
| Того         | захід           | 651          |                     |          |
| Буркіна-Фасо | північний захід | 386          |                     |          |
| Нігер        | північний схід  | 277          |                     |          |

## Морські кордони
Бенін на півдні омивається водами Гвінейської затоки Атлантичного океану. Загальна довжина морського узбережжя 121 км. Згідно з Конвенцією Організації Об'єднаних Націй з морського права (UNCLOS) 1982 року, протяжність територіальних вод країни встановлено в 200 морських миль (370,4 км) від узбережжя.

## Спірні ділянки кордону
Острів Лете на річці Нігер, площею 40 км², довгий час був предметом суперечок місцевих скотарів як з боку Беніну, так і з боку Нігеру. Суперечку вирішено в Міжнародному суді 2002 року на користь Нігеру.